# Klingelleine

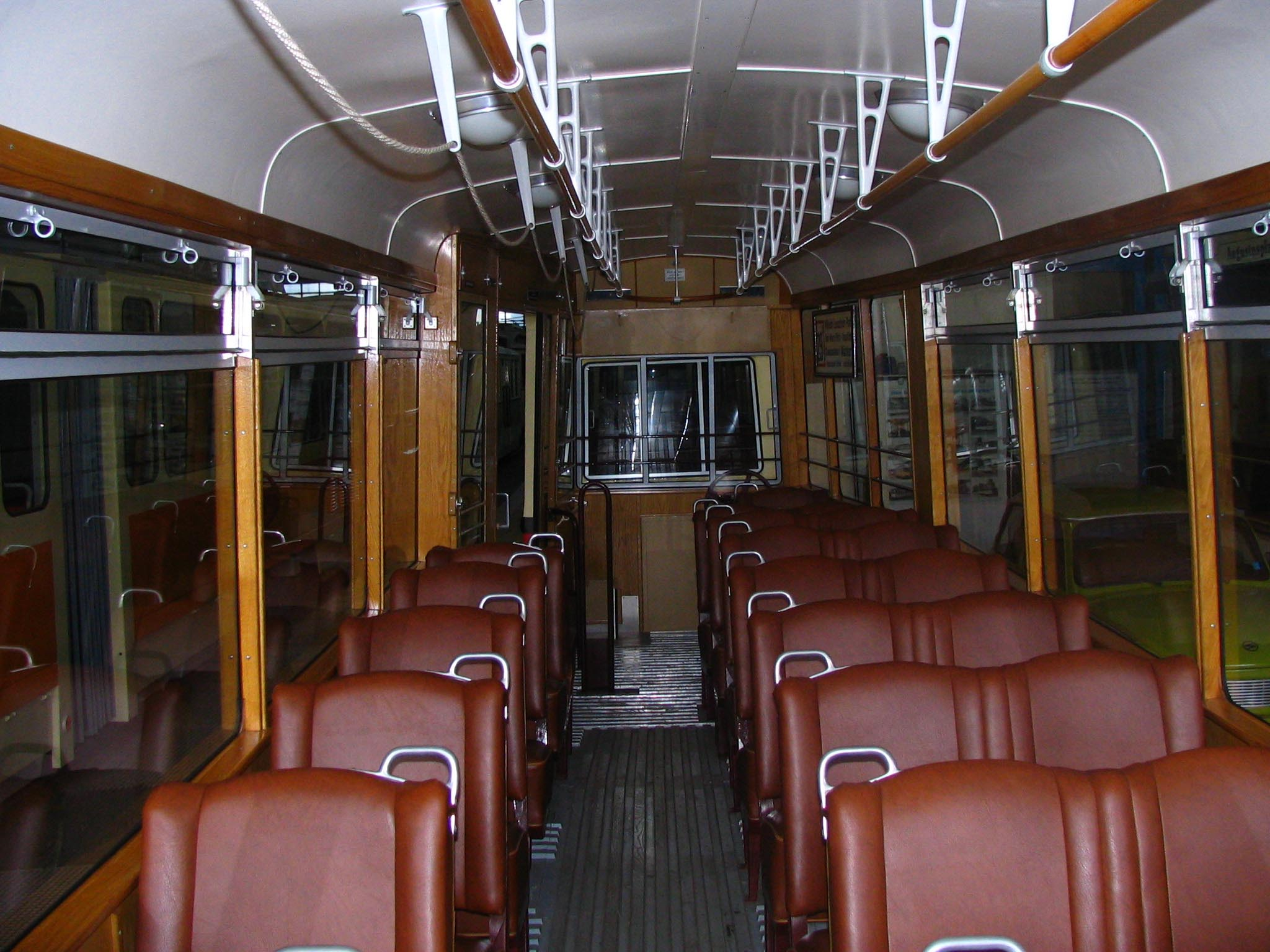
Straßenbahn mit Klingelleine links oben

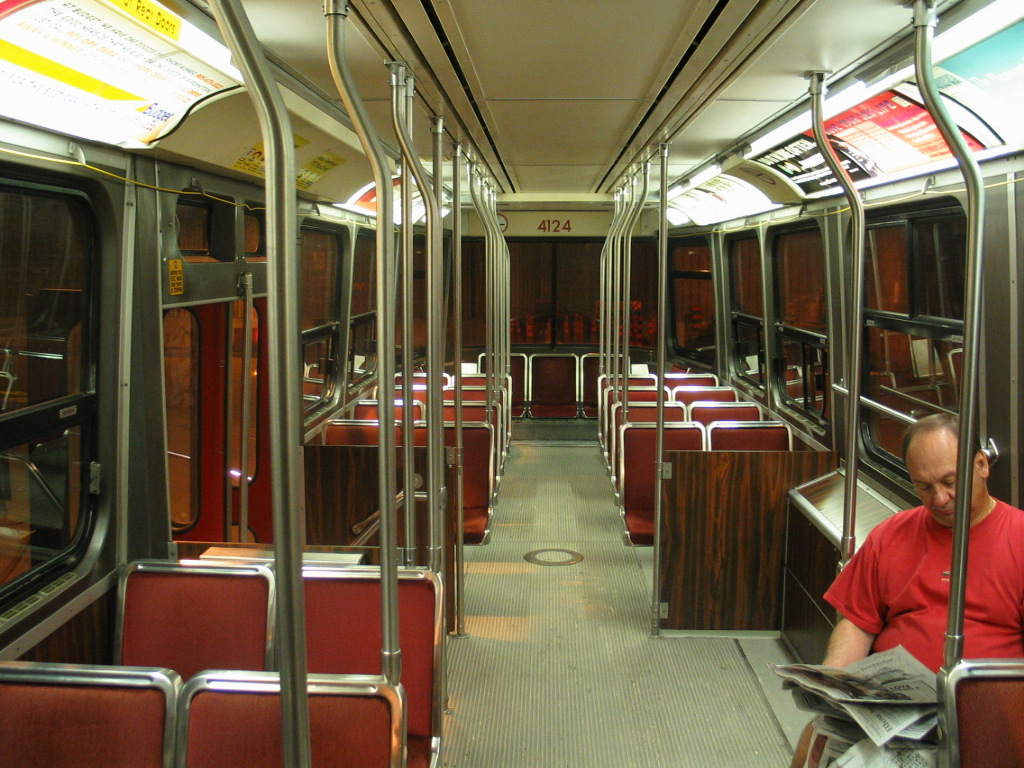
Wagen der Straßenbahn Toronto mit beidseitiger Klingelleine für Haltewünsche der Fahrgäste

Eine Klingelleine, Signalleine, Klingelschnur, Glockenriemen oder Glockenzug diente in der Frühzeit der Straßenbahn dem Schaffner zur Signalisierung der Abfahrbereitschaft an den Fahrer. 
Die Klingelleine war eine Schnur, die entlang der Decke von der hinteren Tür eines Straßenbahnwagens über mehrere Zwischenhalter bis nach vorn zum Führerstand geführt wurde und dort eine Glocke betätigte. Der an der hinteren Tür oder mittig im Wagen befindliche Pendelschaffner beobachtete an den Haltestellen den Fahrgastwechsel – eventuell auch beim Beiwagen – und meldete durch kurzen Zug an der Leine die gefahrlose Abfahrbereitschaft. 
Diese Einrichtung war insbesondere bei den früher üblichen Zweiachsern verbreitet und verschwand mit der zunehmenden Inbetriebnahme längerer Einheiten wie Großraumwagen oder Gelenkwagen beziehungsweise der Umstellung auf Fahrgastfluss mit festen Schaffnersitzen. Die Klingelleinen wurden entweder durch elektrische Signalschalter ersetzt oder der Fahrer übernahm selbst die Überwachung des Aus- und Einstiegs, insbesondere in Folge der zunehmenden Verbreitung des schaffnerlosen Einmannbetriebs. Beim Umbau zu schaffnerlosen Fahrzeugen wurden diese Signalschalter wiederum zu Haltewunsch-Signalgebern umkonfiguriert.